# Il fratello minore (film 2000)
Il fratello minore è un film del 2000 diretto da Stefano Gigli.

## Trama
Michele Moretti è un aspirante regista che abita con il fratello Niccolò con cui gestisce (in attesa di realizzare il suo sogno) una vendita di materassi; trascorre il tempo libero con gli amici Francone e Giovanni e con Anna, una ragazza che ha conosciuto e che vende quadri ai semafori.
Un giorno ottiene un colloquio con il direttore di una televisione privata e, per fare una buona impressione, dichiara di essere il fratello minore di Nanni Moretti: viene così assunto e diventa testimonial di una televendita, ed in seguito racconta anche ad Anna di questa parentela.
Michele propone al direttore di realizzare un cortometraggio sulla sua vita di fratello inetto del celebre regista, e l'idea viene accettata ma non realizzata a causa della morte del direttore.
Anna scopre la bugia e lascia Michele: un anno dopo i due però si sono riapacificati, e Michele è tornato al vecchio lavoro con il fratello; scrive però in un libro, intitolato Il fratello minore, la sua vicenda e ottiene successo come scrittore, cambiando infine lavoro.